# Швед Георгій Павлович
Георгій Павлович Швед (26 листопада 1932, Дніпродзержинськ — 24 жовтня 2022, Київ) — український лікар-невролог, кандидат медичних наук (1973). Протягом 35 років — заступник головного лікаря з медичних питань Київської міської клінічної лікарні № 4 (1977—2012). В молоді роки — завідувач психіатричної служби рідного Дніпродзержинська, головний лікар Дніпродзержинської станції швидкої допомоги (1959—1962). Заслужений лікар України.
11-річним хлопцем два місяці був в'язнем концентраційного табору біля Дніпродзержинську (нинішня територія смт Карнаухівка), з якого вчинив втечу разом із старшим братом. Один із засновників Київської спілки колишніх малолітніх в'язнів фашизму, її багаторічний керівник.

## Життєпис
Народився 26 листопада 1932 року в Дніпродзержинську (нині — Кам'янське).
В 11 років, «завдячуючи» своєму дорослому вигляду, став в'язнем німецького концентраційного табору на нинішній території смт Карнаухівка. Через два місяці після ув'язнення здійснив втечу з табору разом зі старшим братом Віталієм (1926—2019), після чого, до звільнення Дніпропетровщини, брати переховувалися у знайомої родини в селі Шульгівка.
Після війни працював в колгоспі, закінчив Дніпродзержинське ремісниче училище № 1 (нині — Кам'янське вище професійне училище), навчався ремонту та встановленню електрообладнання на металургійних підприємствах.
Вищу освіту отримав в Київському медичному інституті, планував стати хірургом. Після вмовлянь колег з Дніпродзержинську зайняв посаду завідувача психіатричної служби міста, паралельно вивчав неврологію.
В 26 років став головним лікарем Дніпродзержинської станції швидкої допомоги, на цій посаді співпрацював з київською колегою Наталією Ленгауер. У 1962-му році прийнятий до клінічної ординатури кафедри нервових хвороб Київського медичного інституту, де встиг попрацювати з академіком Борисом Маньківським, який невдовзі пішов з життя.

У 1972-му році була створена Київська міська клінічна лікарня № 4, на базі якої Георгій Швед захистив кандидатську дисертацію на тему «Лечение больных сирингомиелией инкорпорированными йодом-131, фосфором-32, золотом-198». Через п'ять років погодився стати заступником головного лікаря з медичних питань. На цій посаді працював 35 років — до 2012-го року. Як лікар-невролог, надавав медичну допомогу учасникам війни в Афганістані та інших військових конфліктів.
У 1992—1993 роках — один із творців Закону України «Про статус ветеранів війни, гарантії їх соціального захисту». У 1994-му році став одним з засновників Київської спілки колишніх малолітніх в'язнів фашизму, яку очолював багато років. Був членом президії Київської організації ветеранів України, очолював її медичну комісію.
У 2021-му році міський голова Києва Віталій Кличко присвоїв Георгію Шведу звання «Почесного громадянина» міста.
Був одружений, виховав двох дітей. Помер за місяць до 90-го дня народження, 24 жовтня 2022 року. Похований разом з родиною на Байковому кладовищі (ділянка № 49а, 50°24′59.80″ пн. ш. 30°30′5.90″ сх. д. / 50.4166111° пн. ш. 30.5016389° сх. д.).

## Науковий доробок (частковий)
- «Лечение сирингомиелии радиоактивным йодом⁻¹³¹» [Текст]: Метод. письмо / М-во здравоохранения УССР. Киевский ордена Трудового Красного Знамени мед. ин-т им. акад. А. А. Богомольца ; Сост. доц. В. И. Милько, врач Г. П. Швед. — Киев: [б. и.], 1966. — 11 с.; 20 см.
- «Лечение больных сирингомиелией инкорпорированными йодом-131, фосфором-32, золотом-198» [Текст]: диссертация на соискание ученой степени кандидата медицинских наук. (14.00.13) / Харьк. мед. ин-т. — Харьков: [б. и.], 1973. — 18 с.

## Нагороди
- 1970 — Медаль «В ознаменування 100-річчя з дня народження Володимира Ілліча Леніна»
- 1982 — Медаль «У пам'ять 1500-річчя Києва»
- 1983 — Медаль «Ветеран праці»
- 1995 — Ювілейна медаль «50 років Перемоги у Великій Вітчизняній війні 1941—1945 рр.»
- 2004 — Нагрудний знак «Знак Пошани»
- 2005 — Ювілейна медаль «60 років Перемоги у Великій Вітчизняній війні 1941—1945 рр.»
- 2009 — Орден «За мужність» III ступеню
- 2013 — Орден «За заслуги» III ступеню
- 2014 — Медаль «70 років визволення України від фашистських загарбників»
- 2021 — «Почесний громадянин Києва»
- «Заслужений лікар України»
- «Значок «Відміннику охорони здоров'я» (СРСР)»
- срібна медаль Радянського Фонду Миру
- почесна грамота Державного комітету України у справах ветеранів
- подяка Кабінету Міністрів України
- подяки Київського міського голови[3]